# Lev Ochotin

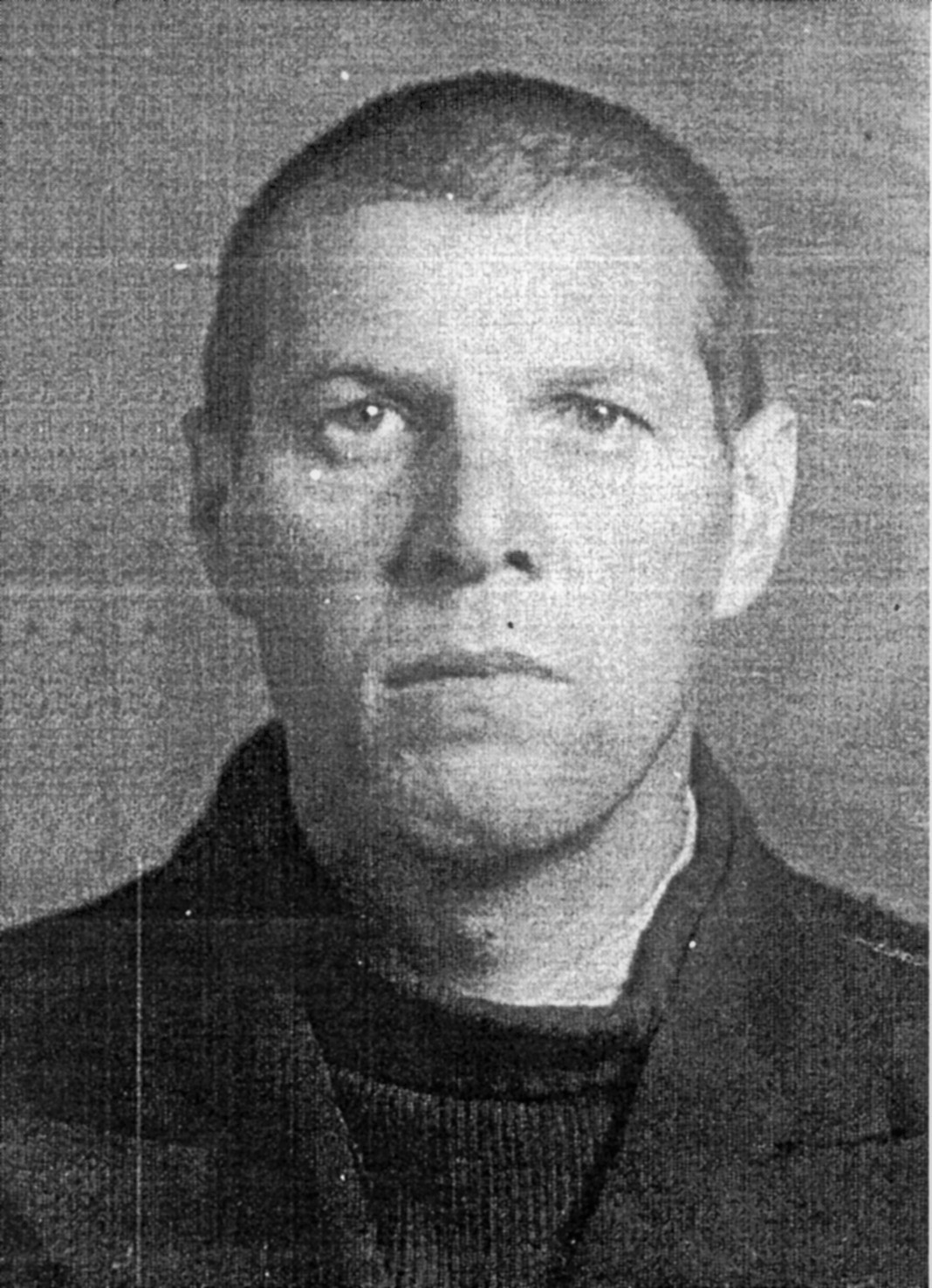
Lev Pavlovich Okhotin.

Lev Pavlovitj Ochotin (ryska: Лев Павлович Охотин), född 1911 i Tjita, Sibirien, Kejsardömet Ryssland,  
död 1948, var en medlem av Högsta rådet för det Ryska fascistiska partiet, som grundades av ryssar i exil i Manchuriet.

## Biografi
Ochotin föddes i Tjita, i en militärfamilj. Hans far, porutjik P. Ochotin dog 1916 och hans mor, Nadezjda, gifte 1919 om sig med Melnikov Aleksandr Petrovitj, en sektionschef vid polisen i Tjita. I augusti 1920 emigrerade familjen från Sovjetunionen till Manchuriet. Ochotin träffade då Konstantin Rodzajevskij, grundare av Ryska fascistiska partiet, i Harbin 1932. I slutet av 1933 gick Ochotin , som elev vid Lärarinstitutet i Harbin, med i partiet och förblev medlem där fram till 1943. Från och med 1935 hade Ochotin rollen som ekonomiskt ansvarig och sedan som lokal stabschef i det ryska fascistpartiet. I slutet av 1936 utsågs han till chef för partiets organisationsavdelning. Från 1937 till 1943 var han medlem av Högsta rådet i partiet.

## Arrestering och rättegång
Okhotin greps den 7 september 1945 av SMERSJ, den ryska kontraspionageavdelning. Under nästan ett år utredde SMERSJ:s organ och Ministeriet för statssäkerhet hans organisation. Bland de tilltalade fanns i samma fall Grigorij Semjonov, Konstantin Rodzaevsky, general Lev Vlasyevsky,  general Alexey Baksheev, Ivan A. Mikhailov (finansminister i amiral Aleksandr Koltjaks regering), Lev Okhotin, prins Nikolay Ukhtomsky, och Boris Shepunov.
Rättegången inleddes den 26 augusti 1946 och fick stor uppmärksamhet i den sovjetiska pressen. Förhören inleddes av Vasilij Ulrikh, ordförande i militärkollegiet inom Högsta domstolen i Sovjetunionen. De tilltalade anklagades för antisovjetisk agitation och propaganda, spionage mot Sovjetunionen, sabotage och terrorism. Alla de åtalade erkände sig skyldiga. Den 30 augusti 1946 fann militärkollegiet de tilltalade skyldiga, och Okhotin, tillsammans med prins Ukhtomsky "med tanke på deras relativt sett mindre roll i de antisovjetiska aktiviteterna", dömdes till 15 respektive 20 år i arbetsläger där Okhotin senare dog 1948.
Den 26 mars 1998 gjorde Högsta domstolens militärkollegium i Ryssland ett tillägg, Nr 043/46, till brottsfallet gällande alla de tilltalade, förutom Semenov. Enligt artikel 58-10 Del 2 (antisovjetisk agitation och propaganda) i strafflagen i RSFSR avfärdades målen mot alla svarande i brist på bevis.